# Lindavista, Tuxpan
Lindavista är en ort i Mexiko.   Den ligger i kommunen Tuxpan och delstaten Veracruz, i den sydöstra delen av landet, 250 km nordost om huvudstaden Mexico City. Lindavista ligger 10 meter över havet och antalet invånare är 227.
Terrängen runt Lindavista är platt. Havet är nära Lindavista åt nordost. Runt Lindavista är det ganska tätbefolkat, med 65 invånare per kvadratkilometer. Närmaste större samhälle är Cazones de Herrera, 10,9 km sydväst om Lindavista. Trakten runt Lindavista består till största delen av jordbruksmark.